# Parafia Matki Bożej Fatimskiej w Baranowiczach
Parafia Matki Bożej Fatimskiej w Baranowiczach(biał. Парафія Маці Божай Фацімскай у Баранавічах) – parafia rzymskokatolicka w Baranowiczach. Należy do Dekanatu Baranowickiego diecezji pińskiej. Parafię prowadzą misjonarze werbiści.

## Historia
Werbiści rozpoczęli pracę w Baranowiczach w 1991 r., kiedy zapadła decyzja o utworzeniu Domu Św. Trójcy. W 1992 roku został erygowany Dystrykt Baranowicze w ramach Polskiej Prowincji SVD. Zakupiono działkę przy ul. Szewczenki 6 wraz z małym budynkiem. Wkrótce wzniesiono zupełnie nowy dom, a niedaleko, przy Prospekcie Sowieckim 16 wybudowano kościół Matki Bożej Fatimskiej. Początkowo wspólnotę parafialną tworzyło jedynie 40 osób. W Domu św. Trójcy zainicjowały swoją działalność Kolegium Katechetyczne, redakcja miesięcznika Dialog, Studio Nagrań, przez pewien czas działało tu także Studium Dziennikarskie i Arcybiskupi Urząd Budowlany. Od początku swego istnienia mieścił się w nim postulat SVD. 
Dom w Baranowiczach stał się kolebką Regii Ural. Stąd współbracia założyli wspólnotę w Moskwie, a następnie w Syberii na Dalekim Wschodzie.

## Kościół parafialny
Idea powstania świątyni pod wezwaniem Matki Bożej Fatimskiej zrodziła się po spotkaniu abp. diecezji pińskiej Kazimierza Świątka z siostrą Łucją, widzącą z Fatimy. Budowę rozpoczęto 13 maja 1993, a kościół konsekrowano 1 października 1996. Budowę świątyni prowadzili misjonarze werbiści, na czele z proboszczem o. Jerzym Mazurem. Był to pierwszy kościół pod wezwaniem Matki Bożej Fatimskiej w Europie Wschodniej.
13 maja 2017, w 100. rocznicę objawień fatimskich bp. Antoni Dziemanko nadał świątyni tytuł sanktuarium diecezji pińskiej. Pierwszym kustoszem został proboszcz o. Konrad Potyka SVD.
Przy kościele znajduje się klasztor Sióstr Misjonarek Świętej Rodziny zwany Domem Miłosierdzia.

## Proboszczowie parafii
| imię i nazwisko      | daty urzędowania |
| -------------------- | ---------------- |
| O. Jerzy Mazur SVD   |                  |
| O. Konrad Potyka SVD |                  |